# Avtoportret
Avtoportret je upodobitev ustvarjalca samega, ki nastane z risanjem, slikanjem, fotografijo, kiparjenjem ali drugo likovno tehniko. Prvi prepoznavni avtoportreti so znani od srednjega veka naprej. Večje število avtoportretov nastaja od renesanse do danes. Z boljšimi, manj usločenimi in cenejšimi ogledali ter z uveljavitvijo panelnega slikarstva so številni ustvarjalci uporabljali sebe kot osnovni motiv. 
Izjemne serije avtoportretov ima Rembrandt, med slovenskimi slikarji pa Zoran Mušič in Gabrijel Stupica. Evropsko pomemben poznavalec avtoportretov je bil Luc Menaše. 